# Politikåret 1975

## Händelser

### Januari
- 1 januari - Den nya svenska regeringsformen träder i kraft. Kungens roll blir symbolisk. Kommunernas rätt till självstyre och beskattning grundlagsfästs. Regeringsformen omfattar 13 kapitel med grundläggande bestämmelser om Sveriges statsskick. Här fastslås, att all offentlig makt utgår från folket, att folkstyrelsen bygger på fri åsiktsbildning och att alla människor är lika inför lagen och har lika rösträtt.
- 3 januari - Den svenska rösträttsåldern sänks från 20 till 18 år.
- 7 januari - OPEC höjer priset på råolja med 10 procent.
- 10 januari - Det svenska riksmötet öppnas nu med en enkel ceremoni i riksdagens sal. Trontalet ersätts också av en regeringsdeklaration uppläst av statsministern.

### Februari
- 13 februari - Anker Jørgensen efterträder Poul Hartling som Danmarks statsminister.[1]

### Mars
- Mars - Jugoslaviens ledare Josip Broz Tito kommer på statsbesök till Sverige.
- Första halvan av året - Den svenska regeringen lägger fram en proposition om fri- och rättighetsfrågan där lagprövningen har tagits bort.

### April
- 9 april - Centerledaren Thorbjörn Fälldin förklarar att partiet inte går med i en regering som föreslår fler än de fem kärnkraftverk som redan är igång i Sverige.
- 13 april - Ett attentatsförsök mot de kristna falangisterna blir inledningen på inbördeskriget i Libanon.
- 24 april - Den västtyska ambassaden i Stockholm ockuperas av en grupp ur den västtyska terroristorganisationen Röda armé-fraktionen och ambassadören tas som gisslan tillsammans med flera andra. Terroristerna kräver att 26 medlemmar ur deras egen organisation, som sitter fängslade i Västtyskland, skall friges. De avrättar två man i gisslan innan deras egna sprängladdningar exploderar och avbryter ockupationen.
- 26 april - LO och SAF undertecknar det dyraste avtalet någonsin, 30 procents löneökning på två år.
- 28 april - Socialdemokraterna och moderaterna driver igenom beslut om ytterligare utbyggnad av den svenska kärnkraften från nuvarande fem till tretton reaktorer.
- 30 april - FNL tågar in i Saigon och därmed är vietnamkriget är till ända efter decennier av strider.

### Maj
- 16 maj - Det svenska statsrådet Carl Lidbom föreslår att svenska föräldrar efter skilsmässa ska kunna dela vårdnaden av barnen.
- Maj
  - Stockholm drabbas hårt av en soparbetarstrejk.
  - Sverigehuset i Paris utsätts för ett bombattentat.

### Juni
- 25 juni - Moçambique blir självständigt från Portugal.[2]

### Juli
- 5 juli – Kap Verde blir självständigt från Portugal.[3]
- 6 juli - Komorerna blir självständigt från Frankrike.[4]

### Augusti
- 27 augusti - LO-ekonomen Rudolf Meidner lägger fram ett förslag om löntagarfonder (med samma titel), med Anna Hedborg och Gunnar Fond som medförfattare. Dessa fonder ska ge löntagarnas organisationer aktiemajoriteten i företag med fler än hundra anställda.

### September
- 20 september - Stora protester äger rum, när Sverige spelar en tennismatch mot Pinochets Chile. Bland andra Sveriges före detta statsminister Tage Erlander deltar i demonstrationerna.

### November
- 11 november - Angola blir självständigt från Portugal.[5]
- 25 november - Surinam blir självständigt från Nederländerna.[6]
- 28 november - Östtimor blir självständigt från Portugal.

### December
- 2 december - Folkrepubliken Laos utropas.[7]
- 7 december - Östtimor invaderas av Indonesien.
- 9 december - Invandrare, som har bott i Sverige i mer än tre år, får rösträtt och blir valbara till kommun, landsting och kyrkofullmäktige.
- 12 december - Robert Muldoon efterträder Bill Rowling som Nya Zeelands premiärminister.[8]

## Val och folkomröstningar
- 9 januari – Folketingsval i Danmark.
- 21–22 september – Riksdagsval i Finland.

## Organisationshändelser
- 13 februari - Lars Werner efterträder C. H. Hermansson som ledare för det svenska politiska partiet Vänsterpartiet Kommunisterna.
- 16 mars – Sosialistisk venstreparti bildas i Norge.
- 7 november - I Sverige väljs Per Ahlmark till Folkpartiets ordförande efter Gunnar Helén.

## Födda
- 20 april – Atifete Jahjaga, Kosovos president sedan 2011.

## Avlidna
- 28 januari – Antonín Novotný, Tjeckoslovakiens president 1957–1968.
- 11 februari – Richard Ratsimandrava, Madagaskars president 5–11 februari 1975.
- 17 april – Sarvepalli Radhakrishnan, Indiens president 1962–1967.
- 15 augusti – Mujibur Rahman, Bangladeshs förste president 1971–1972 och 25 januari–15 augusti 1975.
- 29 augusti – Éamon de Valera, Irlands president 1959–1973.

### Fotnoter
1. ↑  ”Denmark” (på engelska). World Statesmen. http://www.worldstatesmen.org/Denmark.html. Läst 2 augusti 2015.
2. ↑  ”Mozambique” (på engelska). World Statesmen. http://www.worldstatesmen.org/Mozambique.htm. Läst 7 november 2012.
3. ↑  ”Cape Verde” (på engelska). World Statesmen. http://www.worldstatesmen.org/Cape_Verde.html. Läst 23 november 2012.
4. ↑  ”Comoros” (på engelska). World Statesmen. http://www.worldstatesmen.org/Comoros.html. Läst 22 november 2012.
5. ↑  ”Angola” (på engelska). World Statesmen. http://www.worldstatesmen.org/Angola.html. Läst 7 november 2012.
6. ↑  ”Suriname” (på engelska). World Statesmen. http://www.worldstatesmen.org/Suriname.html. Läst 7 november 2012.
7. ↑  ”Laos” (på engelska). World Statesmen. http://www.worldstatesmen.org/Laos.htm. Läst 22 november 2012.
8. ↑  ”New Zealand” (på engelska). World Statesmen. http://www.worldstatesmen.org/New_Zealand.htm. Läst 1 augusti 2015.